# Apel zapałek
Apel zapałek (ang. Matches Appeal) – lalkowy film animowany autorstwa Arthura Melbourne-Coopera, stworzony w 1899 roku. Był to pierwszy lalkowy film animowany. Film nakręcony został na zlecenie komitetu działającego na rzecz żołnierzy walczących w wojnie burskiej (Ladies Welfare Comittee for Soldiers and Sailors in the Boer War), a sponsorowała go firma Bryant & May.
Film trwa minutę i piętnaście sekund. Jego akcja dzieje się w pustym pokoju z widocznymi po prawej stronie drzwiami; ze znajdującego się tam pudełka firmy Bryant & May wychodzą zapałki. Część z nich układa się w dwie postacie, a reszta w drabinę. Jedna postać przytrzymuje drabinę, druga wchodzi na nią i umieszcza na ścianie tekst, stanowiący apel o fundowanie zapałek brytyjskim żołnierzom walczącym w II wojnie burskiej.
W tym samym roku powstały także dwie kolejne części filmu, stworzone przez tego samego autora: Animowane zapałki grają w siatkówkę oraz Animowane zapałki grają w krykieta. Ich akcja miała miejsce w tym samym pokoju i przedstawiała tytułowe zapałki uprawiające sport.
Rok powstania filmu (a więc fakt, że właśnie ten spośród filmów Melbourne-Coopera był pierwszym filmem animowanym) był kwestionowany przez niektórych badaczy (m.in. Dennis Gifford). Dowodzono, że był zbyt doskonały technicznie jak na 1899 rok i że mógł raczej powstać w czasie I wojny światowej, kiedy to również apelowano o zakup zapałek dla żołnierzy. Jednak sam autor w wywiadzie z 1958 roku datuje film na 1899 i precyzyjnie opisuje okoliczności jego powstania. Na 1899 wskazuje także analiza późniejszych filmów Melbourne-Coopera, które albo wykorzystywały fragmenty Apelu zapałek (Animowane zapałki grają w siatkówkę z 1899, Animowane zapałki grają w krykieta z 1899, Magiczne zapałki z 1908), albo są technicznie dużo lepsze, co wskazuje na ich późniejsze powstanie (Piraci drogowi w Krainie Zabawek, 1915).
Film dotrwał do współczesności, ponieważ jego autor ukrył jego negatyw w kuchni, w pudełku po herbacie. Tam został odkryty podczas przeprowadzki Melbourne-Coopera (data nie jest dokładnie znana). W 1956 roku sporządzono kopie oryginalnego negatywu. W zachowanych kopiach brakuje jednak początku – ujęcia przedstawiającego zapałki wychodzące z pudełka. W 1908 roku Melbourne-Cooper wyciął go, żeby móc wykorzystać ten fragment w filmie Magiczne zapałki.
Obecnie kopie filmu przechowywane są m.in. w Nartional Media Museum w Bradford.